# Список епізодів телесеріалу «Втеча з в'язниці»
Втеча з в'язниці — американський багатосерійний драматичний телесеріал, прем'єра якого відбулася на телеканалі Fox 29 серпня 2005 року. Серіал одночасно транслювався на телеканалі Global в Канаді і десятках інших країн світу. Виробництвом серіалу займалась компанія Adelstein-Parouse Productions у співпраці з Rat Television, Original Television і Twentieth Century Fox Television. 
Серіал розповідає про двох братів: Майкла Скофілда (Вентворт Міллер) і Лінкольна Барроуза (Домінік Перселл). У першому сезоні Лінкольна засуджують до смертної кари за злочин, якого він не скоював, і Майкл навмисне потрапляє до в'язниці, щоб влаштувати брату втечу. Другий сезон показує події після втечі з в'язниці та спроби піймати втікачів, третій сезон присвячений втечі Майкла з панамської в’язниці, четвертий сезон розкриває злочинну організацію яка організувала ув'язнення Лінкольна ,  п’ятий сезон присвячений втечі Майкла з в’язниці в Ємені, а також розповідає про події, які змусили Майкла інсценувати свою смерть.
Всього в ефір було випущено 90 епізодів «Втечі з в’язниці» і три спеціальні епізоди про створення серіалу. Перший сезон транслювався з 29 серпня 2005 року по 15 травня 2006 року з чотиримісячною перервою після Дня подяки. Другий сезон, прем'єра якого відбулася 21 серпня 2006 року, мав аналогічний розклад, але меншу перерву. Після восьмитижневої перерви другий сезон відновився 22 січня 2007 року, а потім закінчився 2 квітня 2007 року. Третій сезон розпочався 17 вересня 2007 року і був припинений на Різдво 2007 року через страйк Гільдії письменників Америки в 2007–2008 роках. Він відновився 14 січня 2008 року, і в ефір вийшли п'ять останніх епізодів сезону. Четвертий сезон, що складається з 22 епізодів, вийшов в ефір у вересні 2008 року, зробив паузу в грудні 2008 року і відновився 17 квітня 2009 року. Після кількох місяців розробки Fox оголосив у січні 2016 року серіал отримає 5 сезон і буде прямим продовженням серіалу. Прем'єра сезону відбулася 4 квітня 2017 року на Fox.
Перші п’ять сезонів «Втечі з в’язниці» були випущені на DVD та Blu-ray. Кожен коробковий набір DVD включає всі епізоди трансляції цього сезону, пов’язаний спеціальний епізод, коментарі акторів і знімальної групи, а також профілі різних частин «Втечі з в’язниці», таких як в’язниця штату Фокс-Рівер або татуювання. Серіал також доступний онлайн, зокрема на iTunes, Amazon Video та Netflix. Після прем’єри другого сезону «Втечі з в’язниці» Fox розпочав онлайн-трансляцію епізоду попереднього тижня, хоча спочатку перегляд був обмежений Сполученими Штатами.

## Огляд серій
| Сезон | Епізоди | Епізоди | Оригінальний показ | Оригінальний показ |
| Сезон | Епізоди | Епізоди | Перший показ       | Останній показ     |
| ----- | ------- | ------- | ------------------ | ------------------ |
| 1     | 22      | 22      | 29 серпня 2005     | 15 травня 2006     |
| 2     | 22      | 22      | 21 серпня 2006     | 2 квітня 2007      |
| 3     | 13      | 13      | 17 вересня 2007    | 18 лютого 2008     |
| 4     | 24      | 24      | 1 вересня 2008     | 15 травня 2009     |
| 5     | 9       | 9       | 4 квітня 2017      | 30 травня 2017     |

## Епізоди

### Сезон 1 (2005–06)
| № серії (загалом) | № серії (в сезоні) | Назва серії                                                                        | Режисер(и)               | Сценарист(и)                           | Оригінальна дата показу | Код серії | Глядачів США (млн) |
| --- | ------------------ | ---------------------------------------------------------------------------------- | ------------------------ | -------------------------------------- | ----------------------- | --------- | ------------------ |
| 1 | 1                  | «Пілот» «Pilot»                                                                    | Бретт Ратнер             | Пол Шерінг                             | 29 серпня 2005          | 1AKJ79    | 10.51              |
| Майкл Скофілд потрапляє до в'язниці Фокс Рівер після спроби пограбування банку. В цій в'язниці вже три роки знаходиться його брат Лінкольн Барровз, якого мають стратити через місяць за сфабрикованим звинуваченням у вбивстві. Старший наглядач Бред Беллік підозріло ставиться до нового в'язня. Співкамерником Майкла стає Фернандо Сукре, який відбуває покарання за крадіжку. Скофілд змушує колишнього ватажка мафії Джона Абруцці взяти його на тюремні роботи, натякнувши йому, що знає місцезнаходження Фібоначчі, єдиного свідка проти Абруцці. Скофілд також знайомиться з Чарльзом Вестморлендом, якого вважають Д. Б. Купером, доктором Сарою Танкреді, яка щодня буде вводити йому інсулін та Бенджаміном Майлзом Франкліном (Сі-Ноут). Майкл приймає пропозицію наглядача Поупа завершити створення моделі Тадж-Махала. Майкл зустрічається з братом і обіцяє влаштувати йому втечу з в'язниці. Він показує йому татуювання на своєму тілі, які насправді є схемою в'язниці. Ел Джея Берроуза, сина Лінкольна, заарештовують за торгівлю наркотиками. Вероніка Донован, адвокат і колишня дівчина Лінкольна починає заново розслідувати справу Лінкольна.                                                                                                   |                    |                                                                                    |                          |                                        |                         |           |                    |
| 2 | 2                  | «Аллен» «Allen»                                                                    | Майкл Воткінс            | Пол Шерінг                             | 29 серпня 2005          | 1AKJ01    | 10.51              |
| Сукре потрапляє в одиночну камеру за зберігання нелегальних речей. Для свого плану Скофілду потрібен шестигранний болт, який є на лаві гвалтівника та вбивці Беґвелла (Ті-Беґ). Він робить секусуальну пропозицію Майклу, а після відмови забирає болт. Сара сумнівається в діабеті Скофілда. Між чорними і білими в'язнями починаються сутички. Під час заворушення Скофілд забирає болт у коханця Ті-Беґа і відкручує ним унітаз в камері. Франклін дає Скофілду препарат, що нейтралізує дію інсуліну. Фальцоне, спільник Абруцці тисне на нього щодо Фібоначчі. Беллік обшукує камеру Скофілда, але нічого не знаходить. Берроуз переконує Вероніку, що він не натискав на курок, як показано на відео, а чоловік в авто уже був мертвий. Донован знаходить свідка на ім'я Летиція Берріс. Агент секретної служби Пол Келлерман повідомляє своїй керівниці про діяльність Донован. Скофілда викрадають люди Абруцці, вони катують його і відрізають пальці на ногах. |                    |                                                                                    |                          |                                        |                         |           |                    |
| 3 | 3                  | «Мобільний тест» «Cell Test»                                                       | Бред Тернер              | Майкл Павоне                           | 5 вересня 2005          | 1AKJ02    | 8.49               |
| Лінкольн хоче помститися Абруцці, але Скофілд нагадує йому, що той необхідна частина плану. Сукре звільняють з одиночки і Майкл перевіряє його на вірність, перш ніж розкрити свій план. Сукре проходить випробування, але відмовляється від втечі і переводиться в іншу камеру. Абруцці вирішує завоювати довіру Майкла щоб знайти Фібоначчі. Беґвелл думає, що Майкл убив його коханця і прагне помститися. Абруцці наказує своїм людям побити Беґвелла, і той потрапляє в ізолятор. Скофілд розповідає Абруцці про свій план, і той погоджується співпрацювати. Офіцер пробації Ел Джея змушує його відвідати Лінкольна, і батько та син вперше за довгий час відверто розмовляють. Келлерман і його колега Хейл викрадають і вбивають свідка Вероніки. Беллік приводить Патошика, психічнохворого чоловіка, до камери Скофілда. |                    |                                                                                    |                          |                                        |                         |           |                    |
| 4 | 4                  | «Мила отрута» «Cute Poison»                                                        | Метт Ерл Біслі           | Метт Олмстед                           | 12 вересня 2005         | 1AKJ03    | 9.15               |
| Патошик одержимий татуюванням Скофілда. Сукре дізнається, що Гектор залицяється до його нареченої і вирішує приєднатися до плану втечі. Скофілд за допомогою двох речовин спричиняє руйнування труби у медкабінеті. Майкл звинувачує Патошика в нападі на себе і його забирають до психіатрії, Сукре повертається в камеру. Скофілду вдається зробити діру за туалетом камери. За порадою Лінкольна, Вероніка просить допомоги у проекту «Правосуддя», де отримує відмову, але Нік Саврінн з проекту вирішує приєднатися до її розслідування. Келлерман і Хейл дізнаються, що Майкл і Лінкольн є братами, і наступного дня домовляються про переведення Скофілда до іншої в'язниці. |                    |                                                                                    |                          |                                        |                         |           |                    |
| 5 | 5                  | «Інгліш, Фітц чи Персі» «English, Fitz or Percy»                                   | Рендалл Зіск             | Зак Естрін                             | 19 вересня 2005         | 1AKJ04    | 7.96               |
| Поуп відмовляє Келлерману та Хейлу в проханні перевести Майкла з Фокс-Рівер. Вони погрожують розкрити його дружині історію позашлюбного сина Поупа. Майклу повідомляють про переведення. Вестморленд радить Скофілду написати петицію до суду, що призведе до затримки переведення. Майкл не з’являється на вечірню перевірку, щоб охоронці подумали про втечу і перевіряє з якою швидкістю і на яких вулицях з’являються поліцейські машини. Поуп піддається шантажу і вирішує перевести Майкла, але в останній момент розповідає дружині правду. Тим часом Донован і Саврінн розуміють, що запис проти Лінкольна підроблений, але в прриміщенні, де зберігався оригінал стається потоп і запис зникає. |                    |                                                                                    |                          |                                        |                         |           |                    |
| 6 | 6                  | «Заворушення, свердла і диявол (частина 1)» «Riots, Drills and the Devil (part 1)» | Роберт Мендел            | Нік Сантора                            | 26 вересня 2005         | 1AKJ05    | 8.55               |
| Беґвелл звільняється з одиночної камери. Скофілд розуміє, що відстає від графіку і вимикає кондиціонери, щоб спричинити заворушення і, як наслідок, блокування в’язниці, щоб позбутись постійних перевірок, але Беґвелл починає повномасштабний бунт. Він захоплює охоронця і заштовхує його в камеру Майкла, де помічає діру за унітазом. Беґвелл хоче долучитися до втечі, в обмін на мовчання і хоче позбутись охоронця, який тепер знає про плани. Ув'язнені в лікарні підтримують бунт, життя Сари в небезпеці. Майкл бачить це через камери і пробирається через труби до медпункту, щоб врятувати її. Тим часом Келлерман і Гейл планують убивство Лінкольна у в’язниці. Вероніка підозрює Ніка у зраді, але він доводить, що йому можна довіряти, коли дізнається, що анонімний дзвінок про втечу Лінкольна з місця злочину надійшов із Вашингтона, тоді як вбивство було в Чикаго. |                    |                                                                                    |                          |                                        |                         |           |                    |
| 7 | 7                  | «Заворушення, свердла і диявол (частина 2)» «Riots, Drills and the Devil (part 2)» | Верн Гіллум              | Керін Ашер                             | 3 жовтня 2005           | 1AKJ06    | 9.48               |
| Губернатор штату Танкреді, батько Сари, особисто прибуває до в'язниці з планами провести рейд у в'язниці, на що погоджується Беллік, але не Поуп. Скофілду вдається врятувати Сару від в'язнів у лікарні, він повертається до своєї камери. Сара розуміє, що слова Майкла про те, що він знає вентиляційні ходи, бо був тут на роботах, були брехнею. Сукре та Абруцці пробивають одну із стін, через яку Майкл планує втечу. Після запеклої бійки Лінкольну вдається вбити в’язня, який напав на нього. Наприкінці бунту Беґвелл вбиває охоронця попри заборону Майкла. Донован і Саврінн прибувають до Вашингтона, округ Колумбія і дізнаються, що дзвінок був із телефонної будки біля порожньої будівлі. Вони отримують телефонний дзвінок із погрозою. |                    |                                                                                    |                          |                                        |                         |           |                    |
| 8 | 8                  | «Стара голова» «The Old Head»                                                      | Джейс Александер         | Моніка Мейсер                          | 24 жовтня 2005          | 1AKJ07    | 10.12              |
| Для плану Майкла, в’язням потрібно отримати доступ до кімнати відпочинку охорони, але доступ до неї обмежений і Вестморленд є єдиним хто може туди заходити. Охорона в’язниці активно розшукує вбивцю свого колеги. Беллік запитує Вестморленда про вбивцю, але той вибирає мовчання і Беллік вбиває його кішку. Беґвелл просить свого друга взяти провину за вбивство на себе, але той відмовляється. Тоді Ті-Беґ підставляє свого друга, підкинувши йому фотографію дочки вбитого охоронця. У відповідь на вчинок Белліка, Вестморленд спалює кімнату охоронців на прохання Майкла. Команду Скофілда відправляють робити ремонт в ній. Беґвелла приймають в команду. Вероніку і Ніка намагаються вбити, але замість них від вибуху гине сусід Вероніки. Келлерман і Хейл вбивають матір і вітчима Ел Джея і підставляють хлопця. Жінка, на яку працюють Келлерман і Хейл виявляється віце-президентом США і рідною сестрою убитого. |                    |                                                                                    |                          |                                        |                         |           |                    |
| 9 | 9                  | «Твінер» «Tweener»                                                                 | Метт Ерл Біслі           | Пол Шерінг                             | 31 жовтня 2005          | 1AKJ08    | 9.01               |
| Співкамерник Беґвелла просить про допомогу Скофілда, але той відмовляється. Хлопець вбиває себе. До в’язниці приводять нових в’язнів, Девід Аполскіс зацікавлює Бегвела. Скофілд змушує Бегвелла триматися подалі від хлопця. Франклін підозрює, що команда Майкл щось замислила. Беллік повідомляє Абруцці, що Фальцоне не заплатив йому і Абруцці розуміє, що його намагають усунути. Беллік відправляє команду Фіорелло ремонтували кімнату відпочинку охорони. Сара розмовляє з психіатром Скофілда. Донован і Саврінн ховаються в будинку його батька в лісі. Від дружини Стедмана вони дізнаються, що за його смертю могли стояти його комерційні партнери. Ел Джей продовжує тікати від Келлермана та Хейла. Він приєднується до Вероніки і Ніка за порадою Лінкольна. |                    |                                                                                    |                          |                                        |                         |           |                    |
| 10 | 10                 | «Спритність рук» «Sleight of Hand»                                                 | Дуайт Х. Молодший        | Нік Сантора                            | 7 листопада 2005        | 1AKJ09    | 8.06               |
| Франклін переконує Фіорелло дозволити йому працювати в кімнаті та знаходить діру. Абруцці вмовляє Скофілда і Фальцоне зустрітися. Скофілд розповідає Фальцоне, як він знайшов Фібоначчі і вимагає грошей на додачу до повернення Абруцці до влади. Абруцці змушує Скофілда говорити, шантажуючи його Веронікою. Фальцоне йде зі своїми людьми вбити Фібоначчі, але адреса виявляється фальшивою, Скофілд і Абруцці влаштували йому пастку. Фальцоне та його людей заарештовує поліція, Амбруцці повертає своє місце голови технічних робіт. Франклін змушує взяти себе в команду. Віце-президент Рейнольдс повідомляє Келлерману, що Компанія послала свого власного оперативника, Квінна, взяти на себе їхню роботу. Квін вбиває колишнього нареченого Вероніки і використовує його IP, щоб знайти місцезнаходження Вероніки. |                    |                                                                                    |                          |                                        |                         |           |                    |
| 11 | 11                 | «А потім їх було 7» «And Then There Were 7»                                        | Хесус Сальвадор Тревіньо | Зак Естрін                             | 14 листопада 2005       | 1AKJ10    | 9.58               |
| Скофілда відвідує дружина Ніка Волек, яка передає йому кредитну картку під час сімейного побачення. Беллік розуміє, що Волек - стриптизерка і змушує її розповісти про справжню причину відвідування. Вона зізнається, що Скофілд одружився з нею заради її грін-карти і розповідає про кредитку. Скофілд розуміє, що наглядач Гірі вкрав його годинник і просить Аполскіса вкрасти його назад, що він і робить. Вестморленд дізнається про важку хворобу своєї доньки, але йому забороняють відвідати її. Він зізнається Скофілду, що він Д.Б.Купер і хоче приєднатись до команди. За допомогою картки та годинника Скофілд робить записуючий пристрій і визначає часовий проміжок чергування охорони в лазареті. Поки команда завершує копати яму, Скофілд каже Лінкольну, що часу не вистачить, щоб усі пройшли, і одного учасника потрібно пропустити. Тим часом Квінн ранить Ніка і допитує Вероніку та, Ел-Джей. Їм вдається втекти після того і скинути Квінна в старий колодязь. Келлерман і Хейл знаходять його, але відмовляють врятувати. |                    |                                                                                    |                          |                                        |                         |           |                    |
| 12 | 12                 | «Дивна людина» «Odd Man Out»                                                       | Бобі Рот                 | Карін Ашер                             | 21 листопада 2005       | 1AKJ11    | 10.08              |
| Беґвелл розповідає двоюрідному брату про втечу і попереджає команду, що той повідомить про все в поліцію, якщо не отримає звістку від брата за п’ять хвилин до втечі і одразу після неї. Люди Абруцці знаходять двоюрідного брата Беґвелла і вбивають його разом з сином. Абруцці відчуває провину за вбивство дитини. Він готовий лишити Беґвела живим, якщо той відмовиться від втечі, але Ті-Беґ важко ранить Абруцці. Лінкольн нападає на Гірі, щоб прикрити команду і його відправляють до одиночки. Мерікруз повідомляє Сукре, що вона вагітна, але не хоче чекати Сукре з в’язниці і збирається вийти за Гектора. Беллік змушує Аполскіса шпигувати за Майклом. Гейл відчуває провину за свої вчинки та планує втекти разом з родиною. Він телефонує домовляється про зустріч з Веронікою. |                    |                                                                                    |                          |                                        |                         |           |                    |
| 13 | 13                 | «Кінець тунелю» «End of the Tunnel»                                                | Сенфорд Букстевер        | Пол Шерінг                             | 28 листопада 2005       | 1AKJ12    | 12.18              |
| Хейл розповідає Вероніці, що Стедман живий, але перш ніж дати їй докази,Келлерман вбиває Хейла. Абруцці відправляють на гелікоптері за межі в’язниці для лікування. Поуп відмовляє Скофілду в проханні зустрітися з Лінкольном. Майкл вирішує призупинити план, але інші хочуть піти без Лінкольна. Майкл передає Лінкольну через священника хрестик з ліками всередині і повідомленням, коли їх прийняти. Команда навмисно влаштовує потоп у кімнаті, і Беллік змушує їх залишитися працювати до ночі, даючи їм можливість втекти. Коли приходить час, Лінкольн приймає ліки, йому стає погано, і його везуть в лазарет. Майкл із командою проходять до кімнати під лазаретом, але трубу, в якій Скофілд зробив отвір, замінили і втекти цим шляхом тепер неможливо |                    |                                                                                    |                          |                                        |                         |           |                    |
| 14 | 14                 | «Щур» «The Rat»                                                                    | Кевін Хукс               | Метт Олмстед                           | 20 березня 2006         | 1AKJ13    | 9.28               |
| Майкл з рештою команди повертаються назад до камер. Вероніка і Нік домовляються про апеляційний суд, щоб розповісти про все, що вони встигли знайти. Майкл дізнається від Вестморленда, що страту буде відкладено, якщо з електричним стільцем буде якась проблема. Розмову чує Аполскіс. Майкл кладе щура до електричного щитка. У суді державний прокурор представляє документи, які стверджують, що жодні агенти з іменами Келлерман або Хейл ніколи не працювали в Секретній службі, апеляцію Вероніки відхиляють. Аполскіс розповідає Белліку про підслухану розмову і той виправляє шкоду, завдану Майклом. Лінкольн прощається з сином, братом та Веронікою і заходить до кімнати для страт. |                    |                                                                                    |                          |                                        |                         |           |                    |
| 15 | 15                 | «За шкірою та зубами» «By the Skin and the Teeth»                                  | Фред Гербер              | Нік Сантора                            | 27 березня 2006         | 1AKJ14    | 10.07              |
| Лінкольн бачить чоловіка в кімнаті під час страти. Дзвонить суддя і зупиняє вирок. Лінкольн каже Скофілду, що чоловік, якого він бачив, був їхнім батьком. Суддя стверджує, що призупинив виконання, оскільки отримав документ, який свідчить про розбіжності у звітах і наказує провести ексгумацію з новою перевіркою. Тим часом Майкл намагається знайти новий вихід. Тепер його план — потрапити до лазарету через психлікарню. Він отримує охоронну форму від двоюрідного брата Сукре, Манче Санчеса, який працює в пральні. Вночі він проходить по подвір’ю під виглядом охоронця і заходить до психлікарні. По дорозі назад Майкл ховається від охоронця і притискається до гарячої труби, зробивши собі серйозний опік на спині. Беллік звинувачує Сукре у пораненні Майкла. Сара знаходить шматок тканини з форми наглядача в рані Майкла. Нова експертиза підтверджує, що тіло належить Стедману.. У компанію шукають людину, яка підкинула документи судді і бачать на камерах батька Лінкольна. Раніше він працював на Компанію і пішов проти них. Майкл розуміє, що важлива частина його татуювання зникла в результаті опіку. |                    |                                                                                    |                          |                                        |                         |           |                    |
| 16 | 16                 | «Охоронець брата» «Brother's Keeper»                                               | Грег Ятанес              | Зак Естрін                             | 3 квітня 2006           | 1AKJ15    | 8.10               |
| Серія розповідає про події, які відбулися за три роки тому. Скофілд живе комфортним життям, а Лінкольн обтяжений боргами. Невідомий чоловік оплачує його борги в обмін на вбивсто Стедмана. Після арешту Лінкольна Майкл звинувачує брата в тому, що він не використав належним чином свою частку грошей від страховки, які вони отримали після смерті матері та зруйнував своє життя. Вероніка розподає Майклу, що Лінкольн позичив гроші на навчання брата, а історія про страховку - брехня. Відчуваючи провину перед братом, Майкл вирішує врятувати його. Сара проходить реабілітацію, щоб позбутися наркотичної залежності, там вона зустрічає Белліка, який пропонує їй роботу у Фокс-Рівер. Сукре пограбує магазин, щоб купити Мерікруз каблучку, Гектор викликає поліцію, і Сукре заарештовують. Франклін служить в армії, де бачить тортури в'язнів. Він повідомляє про злочин, але його звільняють, щоб запобігти скандалу. Франклін починає заробляти гроші на нелегальному переміщенні товарів і його заарештовують за це. Він бреше своїй сім’ї, що досі служить. Бегвелл закоханий у вдову з двома дітьми. Вона бачить повідомлення про його розшук за зґвалтування та вбивство дитини і видає його поліції. Бегвел обіцяє помститися, коли вийде з в’язниці |                    |                                                                                    |                          |                                        |                         |           |                    |
| 17 | 17                 | «J-Cat»                                                                            | Гай Ферланд              | Керін Ашер                             | 10 квітня 2006          | 1AKJ16    | 8.12               |
| Танкреді повідомляє Поупу, що в рані Майкла був шматок з форми наглядача. Поуп вимагає Майкла назвати ім’я того, хто поранив його, а коли він відмовляється, відправляє його в одиночну камеру. Скофілд перестає реагувати на оточуючих, Сара боїться, що в нього почались проблеми з психікою. Беллік вирішує привести професійних працівників для кімнати. Команда усвідомлює, що діру потрібно терміново закрити. Оскільки камера Сукре має єдиний шлях до кімнати, його вибирають для роботи. Після відбою Сукре пролазить через тунелі до кімнати і закриває діру, але його ловлять. Сукре виправдовує свій вчинок, але його все одно відправляють до ізолятора. Аполскіс каже Белліку, що команда планує щось пов’язане з килимом, але Беллік нічого не знаходить. Через розчарування Беллік поміщає Апольскіса в камеру з гвалтівником Авокадо. Скофілда доставляють до психлікарні, де він знаходить Патошика і просить його намалювати частину зниклого тату. Вероніка, Нік і Ел Джей повертаються до місця убивства Квінна. Ел Джей спускається в колодязь, щоб дістати мобільний Квінна і бачить ім’я «Келлерман», вирізьблене Квінном. Він знаходить будинок Келлермана і стріляє в нього. Поліція затримує Ел Джея.                                            |                    |                                                                                    |                          |                                        |                         |           |                    |
| 18 | 18                 | «Блеф» «Bluff»                                                                     | Джейс Александер         | Нік Сантора & Керін Ашер               | 17 квітня 2006          | 1AKJ17    | 8.18               |
| Скофілд не дає Патошику приймати ліки, і той починає згадувати татуювання і малювати його. Офіцер Гірі вирішує продати камеру Скофілда тому, хто запропонує найвищу ціну. Франклін намагається отримати гроші від чорношкірих в'язнів, але отримує відмову через свою дружбу з білими в’язнями. Бегвелл і Франклін виграю потрібну суму граючи в карти, але Гірі забирає гроші, не віддавши їм камеру. Сукре розповідає Санчесу про їхній план і погоджується взяти його, якщо він допоможе. Скофілд каже Поупу, що його поранив Гірі, який неодноразово вимагав гроші у в’язнів. Поуп знаходить обгорілу форму в наглядача і велику суму грошей, його звільняють. До Ніка звертається чоловік, який наказує йому продовжувати стежити за Веронікою. Лінкольну дозволяють відвідати сина. Під час перевезення на Лінкольна нападають. |                    |                                                                                    |                          |                                        |                         |           |                    |
| 19 | 19                 | «Ключ» «The Key»                                                                   | Серхіо Міміка-Геззан     | Пол Шерінг & Зак Естрін & Метт Олмстед | 24 квітня 2006          | 1AKJ18    | 8.63               |
| Альдо, батько Лінкольна, рятує його від Келлермана. Альдо розповідає Лінкольну, що Компанія, в якій він працював, контролює уряд, і вона використала Лінкольна як приманку, щоб зупинити його після того, як він вирішив боротися проти них. Їх знаходить Келлерман поліція і Лінкольн здається, щоб врятуватися від Келлермана. Альдо втікає, а Лінкольна повертають на Фокс-Рівер і відправляють до одиночки. Скофілду потрібен ключ від лазарету. Аполскіса відмовляється викрадати ключ. Ніко викрадає ключ Танкреді і віддає Майклу під час побачення. Скофілд робить копію та повертає їх до лазарету, проте Сара підозрює Майкла і змінює замок. Аполскіс ранить Авокадо. Абруцці повертається після поранення і обіцяє Скофілду організувати літак. Виявляється, Нік працює на Абруцці.. Скофілд пропонує Аполскісу втекти з ними, оскільки відчуває себе винним перед ним; але останній розповідає про план Белліку, і той знаходить діру в кімнаті. |                    |                                                                                    |                          |                                        |                         |           |                    |
| 20 | 20                 | «Сьогодні ввечері» «Tonight»                                                       | Бобі Рот                 | Зак Естрін                             | 1 травня 2006           | 1AKJ19    | 8.54               |
| Вестморленд зв’язує Белліка під кімнатою, перш ніж той встигає когось попередити, але отримує важке поранення. Майкл розуміє. що вони мусять тікати негайно. Щоб їх не відчули собаки, в’язні намагаються позбутись запаху різними способами. Майкл здогадується про зраду Апольскіса, але не відмовляє йому у втечі. Франклін викрадає перекис з кухні, яким Майкл планує відбілити тюремний одяг. Скофілд закінчує модель Тадж-Махала для Поупа і він дозволяє Скофілду відвідати Лінкольна наодинці. Скофілд розповідає про втечу Сарі і благає її залишити двері незамкненими. Абруцці повідомляє Ніку про сьогоднішню втечу і просить привезти Вероніку на місце зустрічі. Тим часом партія відмовляється висунути прем’єр-міністра Рейнольдс як кандидата на місце президента. Модель Тадж-Махалу руйнується, коли Поуп намагається її зрушити, він негайно викликає Скофілда до себе. |                    |                                                                                    |                          |                                        |                         |           |                    |
| 21 | 21                 | «Вперед» «Go»                                                                      | Дін Райт                 | Метт Олмстед                           | 8 травня 2006           | 1AKJ20    | 9.13               |
| Скофілд змушує Поупа наказати перевести Лінкольна до лазарету, перш ніж замкнути його в комірчині. Команда починає втечу з діри в камері Скофілда. Скофілд одягає уніформу Белліка, решта вдягається у відбілений одяг. Вони проходять у психлікарню під виглядом пацієнтів. Сара залишає двері відкритими. Патошик помічає втечу і змушує взяти його теж. Вестморленд вмирає від поранення, перед тим повідомивши Майклу місцезнаходження вкрадених грошей. Це чує частина команди. Через трос в’язні перелізають за стіну, Санчес, який перелізав останнім обірвав трос і його впіймали. Нік відпускає Вероніку, вона летить до Монтани.Ніка та його батька вбивають. Компанія вирішує позбутися Рейнольдс. Поупа знаходять зв’язаним в комірчині і він вмикає сигналізацію. |                    |                                                                                    |                          |                                        |                         |           |                    |
| 22 | 22                 | «Політ» «Flight»                                                                   | Кевін Хукс               | Пол Шерінг                             | 15 травня 2006          | 1AKJ21    | 10.24              |
| Вісім втікачів (Скофілд, Берроуз, Сукре, Абруцці, Беґвелл, Франклін, Аполскіс і Патошик) починають бігти до фургона, припаркованого людьми Абруцці. Вони залишають Патошика і тікають на фургоні. Розуміючи, що Абруцці неодмінно вб'є його, Беґвелл прикріплює себе до Скофілда наручниками і ковтає ключ. Коли фургон застряє, в’язні змушені продовжувати свій шлях пішки. Скофілд змушує Аполскіса покинути команду через його зраду. Вони потрапляють на склад, де Абруцці відрубує Беґвеллу ліву руку, звільняючи Скофілда. Вони залишають Беґвелла позаду та біжать до злітно-посадкової смуги. Тим часом Президент Сполучених Штатів помирає в результаті серцевого нападу, який спричинила підсипана йому отрута, Рейнольдс складає присягу і стає наступним президентом. Поліція заходить у квартиру Танкреді, в неї передозування. Донован їде в особняк в Монтані і зустрічає Стедмена. Апольскіс проїжджає контрольно-пропускний пункт в автомобілі для перевезення тварин. Патошик викрадає велосипед у дівчинки.Команда прибуває на смугу відразу після відльоту літака. Коли наближається поліція, вони починають тікати. |                    |                                                                                    |                          |                                        |                         |           |                    |

### Сезон 2 (2006–07)
Prison Break season 2

### Сезон 3 (2007–08)
Prison Break season 3

### Сезон 4 (2008–09)
Prison Break season 4

### 5 сезон (2017)
1. ↑   (Пресреліз). {{cite press release}}: Зовнішнє посилання в |archive-date= (довідка); |archive-date= вимагає |archive-url= (довідка); Вказано більш, ніж один |archivedate= та |archive-date= (довідка); Пропущений або порожній |title= (довідка)Обслуговування CS1: Сторінки з параметром url-status, але без параметра archive-url (посилання)
2. ↑  Dos Santos, Kristin (14 січня 2008). Prison Break is ending. E!. Процитовано 14 січня 2009.
3. ↑  Ausiello, Michael (11 січня 2017). Prison Break, Making History Premiere Dates Announced by Fox. TVLine. Процитовано 11 січня 2017.
4. ↑  Prison Break – Season 1 DVD Information. TVShowsOnDVD.com. Архів оригіналу за 22 квітня 2009. Процитовано 17 лютого 2009.
5. ↑  Prison Break DVD news: Season 2 delayed again... TVShowsOnDVD.com. 18 травня 2007. Архів оригіналу за 22 вересня 2007. Процитовано 25 травня 2007.
6. ↑  Prison Break – Season 3 DVD Information. TVShowsOnDVD.com. Архів оригіналу за 22 квітня 2009. Процитовано 17 лютого 2009.
7. ↑  Lambert, David (13 квітня 2009). Prison Break DVD news: Announcement for Prison Break – Season 4: The Final Season. TVShowsOnDVD.com. Архів оригіналу за 4 квітня 2009. Процитовано 13 квітня 2009.
8. ↑  Chen, Jason (7 вересня 2006). Amazon launches Unbox Video Download store. Gawker Media Network. Gizmodo. Процитовано 13 квітня 2009.
9. ↑  Watch Prison Break Online. Netflix. Процитовано 9 квітня 2014.
10. ↑  Fox frees Prison Break without ads. C21Media. 25 серпня 2006. Процитовано 26 липня 2012.
11. 1 2  Weekly Program Rankings. ABC Medianet. 7 вересня 2005. Процитовано 26 січня 2010.
12. ↑  Weekly Program Rankings. ABC Medianet. 13 вересня 2005. Процитовано 26 січня 2010.
13. ↑  Weekly Program Rankings. ABC Medianet. 20 вересня 2005. Процитовано 26 січня 2010.
14. ↑  Weekly Program Rankings. ABC Medianet. 27 вересня 2005. Процитовано 26 січня 2010.
15. ↑  Weekly Program Rankings. ABC Medianet. 4 жовтня 2005. Процитовано 26 січня 2010.
16. ↑  Weekly Program Rankings. ABC Medianet. 11 жовтня 2005. Процитовано 26 січня 2010.
17. ↑  Weekly Program Rankings. ABC Medianet. 1 листопада 2005. Процитовано 26 січня 2010.
18. ↑  Weekly Program Rankings. ABC Medianet. 8 листопада 2005. Процитовано 26 січня 2010.
19. ↑  Weekly Program Rankings. ABC Medianet. 15 листопада 2005. Процитовано 26 січня 2010.
20. ↑  Weekly Program Rankings. ABC Medianet. 22 листопада 2005. Процитовано 26 січня 2010.
21. ↑  Weekly Program Rankings. ABC Medianet. 29 листопада 2005. Процитовано 26 січня 2010.
22. ↑  Weekly Program Rankings. ABC Medianet. 6 грудня 2005. Процитовано 26 січня 2010.
23. ↑  Weekly Program Rankings. ABC Medianet. 28 березня 2006. Процитовано 26 січня 2010.
24. ↑  Weekly Program Rankings. ABC Medianet. 4 квітня 2006. Процитовано 26 січня 2010.
25. ↑  Weekly Program Rankings. ABC Medianet. 11 квітня 2006. Архів оригіналу за 28 травня 2010. Процитовано 26 січня 2010.
26. ↑  Weekly Program Rankings. ABC Medianet. 18 квітня 2006. Архів оригіналу за 11 березня 2015. Процитовано 26 січня 2010.
27. ↑  Weekly Program Rankings. ABC Medianet. 25 квітня 2006. Архів оригіналу за 29 лютого 2012. Процитовано 26 січня 2010.
28. ↑  Weekly Program Rankings. ABC Medianet. 2 травня 2006. Процитовано 26 січня 2010.
29. ↑  Weekly Program Rankings. ABC Medianet. 9 травня 2006. Процитовано 26 січня 2010.
30. ↑  Weekly Program Rankings. ABC Medianet. 16 травня 2006. Процитовано 26 січня 2010.
31. ↑  Weekly Program Rankings. ABC Medianet. 23 травня 2006. Процитовано 26 січня 2010.